# Brenthia confluxana
Brenthia confluxana là một loài bướm đêm thuộc họ Choreutidae. Loài này có ở Brasil, Trinidad, Cuba, Jamaica và Dominica.
Chiều dài cánh trước là 3.9-4.1 mm đối với con đực và 4-4.8 mm đối với con cái.